# Mysella planulata
Mysella planulata är en musselart som först beskrevs av William Stimpson 1851.  Mysella planulata ingår i släktet Mysella och familjen Lasaeidae. Inga underarter finns listade i Catalogue of Life.